# Simon Hiscocks
Simon John Hiscocks (Dorking, 21 de maio de 1973) é um velejador britânico.

## Carreira
Simon Hiscocks representou seu país nos Jogos Olímpicos de 2000 e 2004, na qual conquistou a medalha de prata e de bronze na classe 49er em 2000 e 2004.